# Кавалканти, Ибере
Ибе́ре Каю́би Виа́нна Кавалка́нти (порт.-браз. Iberê Cahiuby Vianna Cavalcanti; род. 26 марта 1935, Рио-де-Жанейро, Рио-де-Жанейро, Бразилия) — бразильский кинорежиссёр, сценарист, актёр и продюсер. Сын Альберто Кавальканти.

## Биография
В 1955—1958 работал антрепренёром в бразильском театре. В 1959—1962 годы — в Европе. Работал на радио. Печатался в местной прессе («Jornada de Cinema da Bahia», «Cine cubano» и других). Продюсер многих картин известных бразильских кинорежиссёров: Сержио Муниса, Нелсона Перейры дус Сантуса, Педро Камарго, Карлоса Аугусто Рибейро-мл. и других. Был ассистентом режиссёра Курта Метцига («Прелюдия 11»). Снимал собственные картины.

## Избранная фильмография

### Режиссёр
- 1963 — Свобода / Freedom (д/ф)
- 1964 — Народ за народ / Pueblo por pueblo (д/ф)
- 1965 — Плакат / Plakat (д/ф)
- 1966 — Самба / Samba (д/ф)
- 1966 — Бегство / La Fuga (к/м)
- 1966 —  / Los Safiros und die Leipziger (д/ф)
- 1968 — Невеста / A noiva
- 1968 —  / A Virgem prometida
- 1968 —  / O Que Minas Faz
- 1969 — Удар вампиров / Um Sonho de Vampiros
- 1971 — В назначенный день / O Dia Marcado
- 1978 — Сила шанго / A Força de Xangó
- 1984 —  / Corpo a Corpo, Todos os Sonhos do Mundo
- 2000 — Земля Бога / Terra de Deus

### Сценарист
- 1968 —  / A Virgem prometida
- 1969 — Удар вампиров / Um Sonho de Vampiros

### Продюсер
- 1968 —  / A Virgem prometida
- 1973 — Серебряный бык / Boi de Prata

### Актёр
- 1963 — Прелюдия 11 / Preludio 11
- 1968 —  / A Virgem prometida